# البرجوازية: بين التاريخ والأدب
البرجوازية: بين التاريخ والأدب The Bourgeois: Between History and Literature- هو كتاب
للباحث الأدبي فرانكو موريتي. صدر الكتاب عام 2013م، يدرس موريتي في الكتاب مفهوم البرجوازية كما تطور في الأدب الأوروبي.

## تقديم
وصفت فاليري ساندرز، التي كتبت عن "البرجوازية" في مجلة "تايمز للتعليم العالي"، الكتاب على النحو التالي: "إن هدف موريتي، في هذه الدراسة القصيرة والغامضة لطبقة تقبع بشكل محرج في هيكل السلطة الذي من المفترض أنها تؤثر عليه، هو فحص الطبقة البرجوازية المنكسرة من خلال منظور الأدب." في النهاية، زعمه هو أنه بعد التصنيع، تنقسم الطبقة إلى نوعين مثاليين، "البرجر الجيد" و"المدمر الخلاق"، لا يمكن التوفيق بينهما في قيمهما.
وجد جون بلوتز، وهو يراجع كتاب "البرجوازية في الدراسات الفيكتورية"، بعض نقاط الضعف في منهج موريتي: "تكمن هذه العقيدة الوظيفية في جوهر البرجوازية: يفترض موريتي أنه يمكننا أن نقول ما هو النص من خلال قول ما فعله بالمجتمع الذي يعيش فيه". تم إطلاق العنان لها في البداية، إنها استراتيجية قراءة تكشف الكثير ولكنها يمكنها أيضًا التغاضي عن بعض الأطر التفسيرية المتزامنة، والتقليل من شأن الحياة اللاحقة التاريخية للنصوص التي لم يتم تعريفها بالكامل بواسطة موقع الإنتاج الأصلي هذا.
ومع ذلك، على الرغم من تلك المخاوف، رأى بلوتز أن كتاب موريتي له قيمة هائلة، مشيرًا إلى أن رؤى موريتي "تصبح طرقًا حاسمة لتحديد أوجه التشابه المهمة بين الروايات التي تشترك في استراتيجيات مماثلة على الرغم من تناقضاتها السطحية. وبشكل عام، لا يوجد باحث حولي". أكثر حرصًا على القراءة، ولا أحد يثير استفزازي وإلهامي أكثر."
خلص مايكل آدم كارول في مجلة Romance Quarterly إلى أن كتاب موريتي كان كتابًا ممتازًا: "يكتب موريتي بحثًا ممتازًا يبدأ في ربط قرنين من الأدب وتأثيراته الاجتماعية.... يطبق موريتي نظرة نقدية على الأدب، مدعومًا بنظرة ثاقبة فهم النقد الاجتماعي، والاستجابة لدعوة العلماء الأخيرة لملء الفجوة المتبقية بين النهج الإنساني والبنيوي."
ستيفن إي رولاك، وهو يراجع كتاب "البرجوازية" في مجلة نيويورك للكتب، أشاد بالكتاب: "يقدم فرانكو موريتي رحلة مجزية ومثيرة للتفكير وتوسيع نطاق العقل من خلال النظام الاجتماعي المتطور في الآونة الأخيرة. مقال حزبي ذو طابع شخصي للغاية، بدون موسوعية". الطموحات، البرجوازية عبارة عن استكشاف مستنير وجذاب ومسلي لكيفية خلق الرأسمالية ثم تدمير "الدولة الوسطى" في المجتمع.